# Külváros

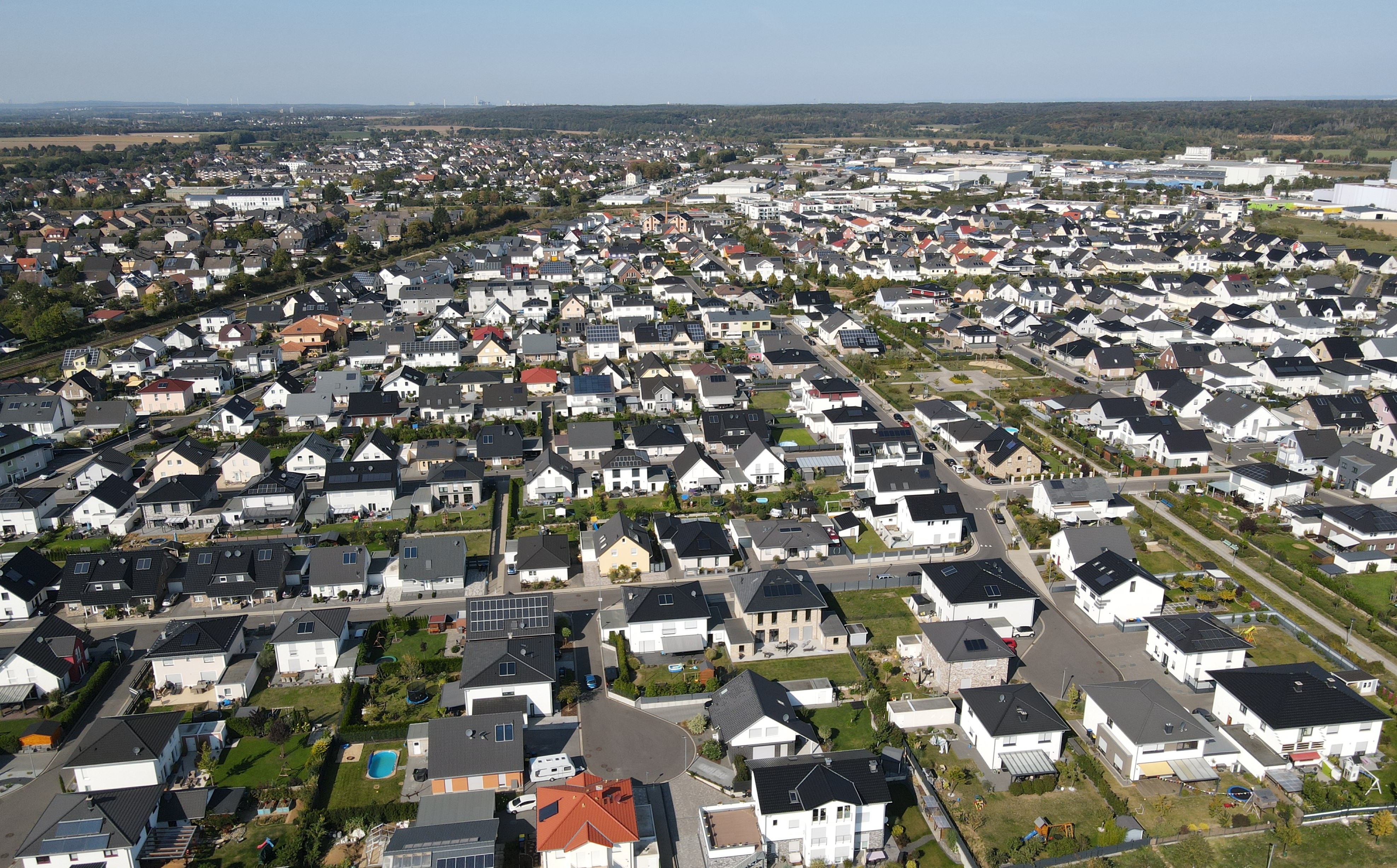
Légi felvétel egy külvárosi településről Németországban, Köln közelében

A külváros, előváros, periféria egy nagyobb város szélén található település. Az elnevezést független városokra vagy egyesített kerületekre használják, amelyek némelyikének még mindig megőrz(őd)ött városközpontja van.
Míg Magyarország számos városának külvárosait mára gyakran egyesítették (pl. Csepel, Kispest, Újpest, Soroksár 1950-ben Budapesthez csatolása), és így kerületekké váltak, sok más ország külvárosai gyakran még mindig függetlenek. A belvárosi kerületekhez képest az egyesített külvárosokban gyakran vannak helyi polgármesterek is.

## Fulda példája

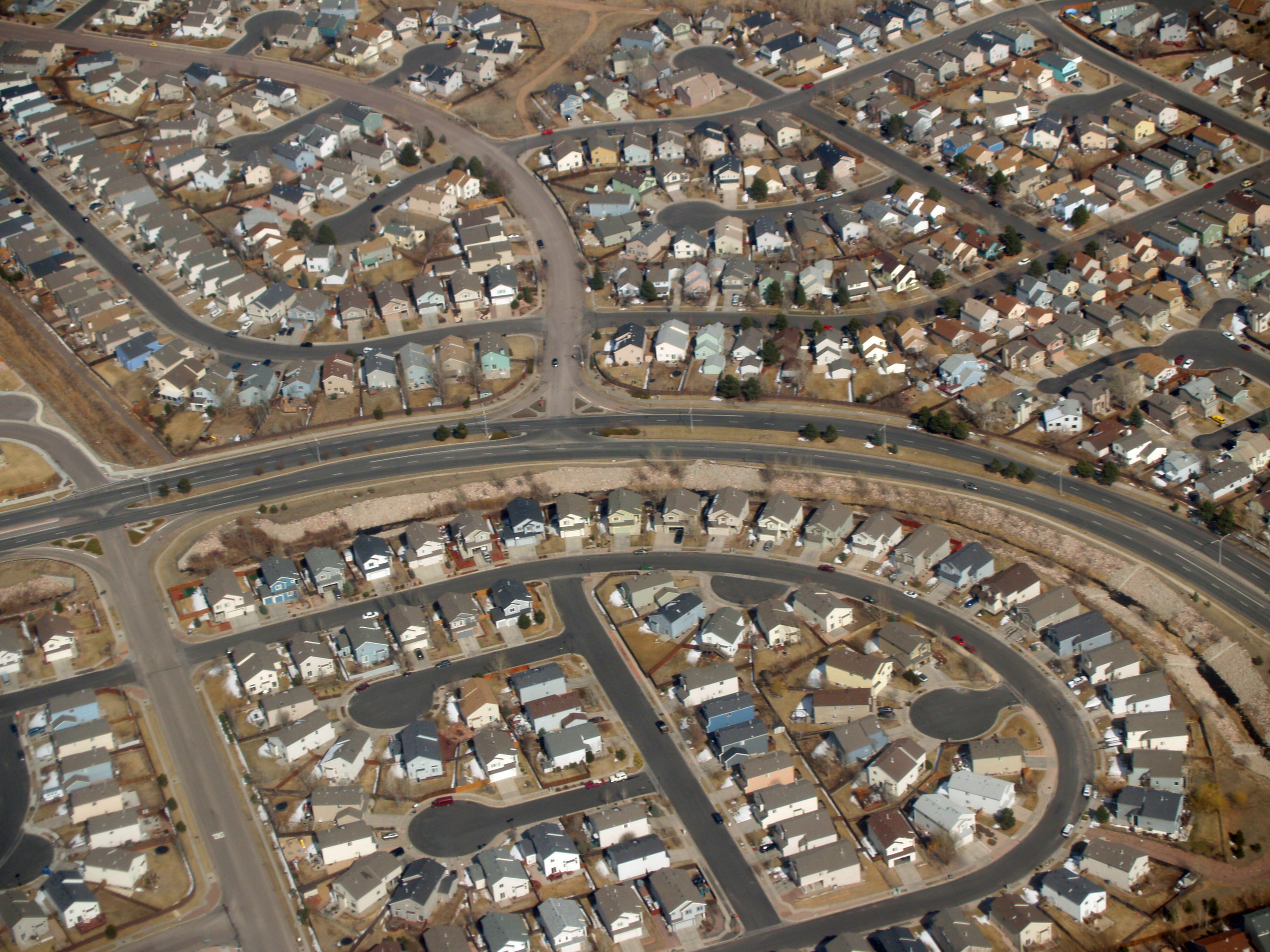
Légi felvétel egy külvárosi településről az USA-ban Colorado Springs közelében

Fulda központi városa tizenegy belvárosi kerületre (például Aschenberg (Fulda)) és 24 kerületre (beépített külvárosra) oszlik. Fulda agglomerációt alkot a szomszédos közösségeivel (önálló elővárosokkal).

## Fordítás
- Ez a szócikk részben vagy egészben  a   Vorort című német Wikipédia-szócikk ezen változatának fordításán alapul.  Az eredeti cikk szerkesztőit annak laptörténete sorolja fel. Ez a jelzés csupán a megfogalmazás eredetét és a szerzői jogokat jelzi, nem szolgál a cikkben szereplő információk forrásmegjelöléseként.